# 設楽ゆうひ
設楽 ゆうひ（したら ゆうひ、2001年12月31日 - ）は、日本のAV女優。C-more ENTERTAINMENT所属。

## 略歴
2021年12月、kawaii*専属女優「栗宮ふたば（くりみや ふたば）」としてAVデビュー。当時の所属事務所はNAX。その後、9作品に出演し活動を休止。
2023年1月24日、新たに開設したTwitterにて「設楽ゆうひ」への改名とkawaii*専属として活動再開することを発表。
同年10月には『カメラマン リターンズ#9』（モーターマガジン社）モデルに抜擢（撮影：酒井よし彦）。
2024年7月29日週FANZA動画フロアランキングで同年4月発売の『見た目で選んだ俺の愛人はエグいほどドスケベ絶倫 ～チ●ポ欲しがり美女たちの奪い合い中出し性交～ 響蓮 設楽ゆうひ』（E-BODY）が3位にランクインした。

## 作品
◎はBD版発売作品。

### アダルトDVD / BD

#### 栗宮ふたば 名義
- すっごい人見知りだけど、実は華やかなAVの世界に憧れていた美少女“栗宮ふたば”AVデビュー（12月7日、kawaii*）◎

- 人見知りで恥ずかしがり屋だって色んなセックス経験したい! ぜ〜んぶ初体験! ドキドキのめちゃイキ3本番（1月4日、kawaii*）
- 恥ずかしいくらいめちゃ×2イッちゃった! 人見知り少女のえちえち大覚醒 人生初の大絶頂スペシャル（2月1日、kawaii*）
- 信頼していた恩師に裏切られて… 睡眠薬を飲まされ心もカラダも犯○れた水泳部エース（3月1日、kawaii*）
- 没入感MAX! 完全主観&バイノーラル録音 いつも大人しくて人見知りのはずの彼女の親友がバレたら絶体絶命な状況でえちえちおねだり囁き誘惑（4月5日、kawaii*）
- 巨乳アルバイトのいじらしい誘惑に負けた僕は、密会背徳セックスに溺れてしまった…。（5月3日、kawaii*）
- 密着スロー焦らしとしっとり囁きで 何度も深い射精へ導いてくれる回春エステ（6月7日、kawaii*）
- 媚薬漬けメス堕ち相部屋NTR 最低なヤリチン上司と朝までキメセク（7月5日、kawaii*）
- 脱いだら凄い! ただヤルだけの便利過ぎるセフレちゃん。 しかも早漏ドM ビッチ（8月2日、kawaii*）
- 栗宮ふたば kawaii*デビュー1周年☆初BEST☆ 覚醒した人見知り美少女の厳選54コーナー8時間Special（12月6日、kawaii*）※ベスト盤

#### 設楽ゆうひ 名義
- 声の出せない状況でモジモジ…ビクビク… 敏感乳首をひたすらこねくり廻されるチクイキ性交（3月7日、kawaii*）
- 「私は変態ドMです…。」 朝までイカされドロドロに濡れてハメまくった 一泊二日の中出し温泉旅行（4月4日、kawaii*）
- 僕に一途で大人しい彼女がヤリチン先輩に簡単にネトラレた人生最悪の中出し合宿（5月2日、kawaii*）
- あの日電車痴漢されてから快楽に目覚めてしまった清純女子高生（7月4日、kawaii*）
- 父親代わりに育ててくれた叔父さんと毎日洗い合いっこバスタイム 設楽ゆうひ（8月1日、kawaii*）
- ほぼ全裸オフパコレイヤーとデレデレ変態ハイシコリティ着衣イチャラブ中出しSEX 設楽ゆうひ（9月5日、kawaii*）
- 地味で目立たない部下（女）を脱がせたら… 最高にシコいカラダ過ぎて、あの日からボクたちは会社を休んでひたすらハメまくってます。 設楽ゆうひ（10月3日、kawaii*）
- 10年ぶりに再会した初恋の幼馴染が風俗で働いていた。 設楽ゆうひ（11月7日、kawaii*）
- 隣人のゴミ部屋で異臭中年おやじに抜かずの連撃中出し51発で孕まされた制服女子の末路… 設楽ゆうひ（12月5日、kawaii*）

- 施術中に胸を触られクリを弄られ猥褻整体の虜になった私 設楽ゆうひ（1月2日、kawaii*）
- 童貞の僕は親友のお姉ちゃんに誘惑され三日三晩で15発も筆おろしセックスしてしまった… 設楽ゆうひ（2月6日、kawaii*）
- 人生初! 精子ぶりぶり逆流中出し! 16発射 ザーメンシェイク異常覚醒 設楽ゆうひ（3月5日、kawaii*）
- ＃ノーブラ無防備誘惑＃実はムッツリ絶倫巨乳少女＃三度の飯よりカチコチ肉棒 清楚系人見知り女子はチ●ポ見ると即濡れしちゃう小悪魔ビッチの申し子 設楽ゆうひ（4月2日、kawaii*）
- 見た目で選んだ俺の愛人はエグいほどドスケベ絶倫 ～チ●ポ欲しがり美女たちの奪い合い中出し性交～ 響蓮 設楽ゆうひ（4月16日、E-BODY）
- 設楽ゆうひ kawaii*1周年ベスト 大人しそうな見た目でSEXは獣 最新8タイトル12時間（4月30日、kawaii*）※単体ベスト
- 【緊急タレコミ】新・マルチ商法撃退プログラム 押しに弱そうなマルチ女子を返り討ち世直しSEX 設楽ゆうひ（5月7日、kawaii*）
- スケベに実った彼女の妹、不在強姦計画彼女のいない2日間、絶え間なく種付けレ●プ 設楽ゆうひ（6月4日、kawaii*）
- 3年間洗脳し続けた巨乳生徒が顔射ペットに堕ちるまでの全記録 設楽ゆうひ（8月6日、kawaii*）
- AV界で最も制服が似合うオールスター10人大乱交! チ●ポ抜きまくって青春ポイントを稼ぎまくれ! 3チーム対抗チキチキ修学旅行! SEXになると性獣に豹変! 脱いだら激シコ色白美巨乳少女が集う! チーム癒しの女神!：設楽ゆうひ 柏木こなつ 小野寺舞（8月6日、kawaii*）◎
- 大人しそうな彼女の妹は羊の皮を被った性獣だった。しかも巨乳 設楽ゆうひ（9月3日、kawaii*）
- 高額闇バイトに手を染めて…違法な膣圧エステを強いられた制服巨乳セラピスト 設楽ゆうひ（10月1日、kawaii*）
- 私のアナルを舐め●すなめくじ義父の歪んだ性癖教育 設楽ゆうひ（11月5日、kawaii*）
- 【完全未公開シーン120分収録】AV界で最も制服が似合うオールスター10人大乱交! 完全版2024 柏木こなつ 小野寺舞 望月つぼみ 天馬ゆい 沙月恵奈 設楽ゆうひ 日向なつ 観月あいな さつき芽衣（11月5日、kawaii*）◎
- 地味なオタク友達はムッツリで早漏で超絶倫 エグイほどしゃぶってすんげぇはしたなく腰振って僕のチ●ポを調教したがる…。 設楽ゆうひ（12月3日、kawaii*）

- 初めて出来た彼女は地元で「共同肉便器」と呼ばれる股ゆる糞ビッチだったなんて…。 設楽ゆうひ（1月7日、kawaii*）
- 若くて白くてモチモチの美肌ボディに我慢できなくて… 入り浸り制服少女マ●コをオナホ代わりにパコって中出しさせてもらってます。 設楽ゆうひ（2月4日、kawaii*）
- 「雑魚ま●こすぎてごめんなさい」 ひ弱な少女の敏感ま●こをいたずらして恥じらいお漏らし性交 設楽ゆうひ（3月4日、kawaii*）
- 媚薬ヤリサーに迷い込んだ世間を知らないウブ女子大生 ヤバヤバアヘアヘ中出し大乱交 設楽ゆうひ（4月29日、kawaii*）
- 雨の日は、ほんのり乳首 FANZA同人ランキング2冠達成! 総販売数41,000本超えの超人気ロングセラー実写版 オヤジに濡れ透け美乳を視姦されるのが快感となったムッツリJ●は中出し交尾にどハマりした夏 設楽ゆうひ（5月6日、MOODYZ）
- シングルファーザーの私は愛娘を性処理ダッチワイフとして売り飛ばし借金の返済に充ててます。 設楽ゆうひ（6月3日、kawaii*）
- 再就職先は限界集落の訪問性介助サービス 射精改善治療を行っていたはずが…発情した異常性欲おじさんにどハマりした無断中出しも受け入れる20代女性の映像記録 設楽ゆうひ（7月29日、kawaii*）
- なんで滅茶苦茶にされてダブルピースしてるんだよ… クソが。清楚な彼女は、知らない男の犬でした。 設楽ゆうひ（8月5日、kawaii*）

### アダルトVR
栗宮ふたば 名義
- 細くて巨乳で超ドM!ボクの言いなり従順彼女とヤリたい放題 中出し同棲生活（2022年7月17日、kawaii*）

設楽ゆうひ 名義
- 今まで曝け出せなかった僕のドS心とゆうひのドM性癖が合体 媚薬、拘束、首絞め、中出し… 恋人関係から主従関係に変わったホロ酔い温泉旅行 設楽ゆうひ（2024年2月2日、kawaii*）
- エッチ上達したくて風俗体験部を創設した設楽先輩と響先輩の練習台にされて発射無制限! 逆3P体験 設楽ゆうひ 響蓮（2024年4月27日、kawaii*）

### イメージDVD / BD
栗宮ふたば 名義
- Futaba スタートライン!・栗宮ふたば（2022年3月17日、REbecca）◎

設楽ゆうひ 名義
- Yuuhi Shining sunlight（2023年7月20日、REbecca）◎
- Yuuhi2 彼女と旅に出る理由（2024年10月3日、REbecca）◎

### 写真集
- 桃色のゆうひ 設楽ゆうひ写真集（2024年9月28日、彩文館出版、撮影：柳沢康太）ISBN 978-4-7756-0677-3 ※3000部限定豪華愛蔵版[5]

### デジタル写真集
栗宮ふたば 名義
- らぶぱら 栗宮ふたば（2022年4月15日、竹書房、撮影：田畑竜三郎）[6]

設楽ゆうひ 名義
- 設楽ゆうひ 黄昏ドキッ vol.1 FRIDAYデジタル写真集（2023年9月29日、講談社）
- 設楽ゆうひ 黄昏ドキッ vol.2 オール未公開100カット超完全版 FRIDAYデジタル写真集（2023年9月29日、講談社）
- 設楽ゆうひ 夕凪 vol.1 FRIDAYデジタル写真集（2024年8月23日、講談社）
- 設楽ゆうひ 夕凪 vol.2 FRIDAYデジタル写真集（2024年8月23日、講談社）
- 設楽ゆうひ 夕凪 vol.3 オール未公開100カット超完全版 FRIDAYデジタル写真集（2024年8月23日、講談社）

## 掲載

### 雑誌
「栗宮ふたば」名義
- SPA! 2022年3月8日号（扶桑社） - モデル「世界のエリートがやっている最高のSEX」
- 実話BUNKAタブー 2022年5月号（コアマガジン） - 袋とじ「栗宮ふたば20歳 人見知り女子が脱ぐ」